# Titanborid
Titanborid, auch Titandiborid, ist eine anorganische chemische Verbindung des Bors aus der Gruppe der Boride.

## Gewinnung und Darstellung
Titanborid wird carbothermisch durch Sintern oder in flüssiger Phase im Lichtbogenofen dargestellt. Es kann auch an glühenden Wolframfäden aus Dampfgemischen von Titan(III)-chlorid, Bortribromid und Wasserstoff bei 1400 bis 1600 °C gewonnen werden.
Oder man setzt Gemische der flüchtigen Chloride mit Wasserstoff um:
{\displaystyle {\ce {TiCl4 + 2 BCl3 + 5 H2 -> TiB2 + 10 HCl}}}
Es entsteht auch beim Sintern von Keramik mit ähnlichen Verbindungen.
{\displaystyle {\ce {ZrB2 + TiO2 -> ZrO2 + TiB2}}}
Auch die Herstellung durch Reaktion von Titandioxid mit Bortrioxid sowie Aluminium-, Silicium- oder Magnesiumpulver als Reduktionsmittel möglich.
{\displaystyle {\ce {3TiO2 +3B2O3 +10Al -> 3TiB2 +5Al2O3}}}
Beim sogenannten Borcarbidverfahren erfolgt eine Oberflächenhärtung zu Titanborid mit zusätzlichem Kohlenstoff und Titandioxid als Edukten:
{\displaystyle {\ce {2 TiO2 + B4C + 3 C -> 2 TiB2 + 4CO}}}

## Eigenschaften
Titanborid ist ein graues Pulver, das eine gute elektrische Leitfähigkeit besitzt.

## Verwendung
Titanborid wird zusammen mit Bornitrid als Material für Verdampferschiffchen verwendet. In kleinerem Umfang wird es als Versuchsmaterial für Kathoden von Alumnium-Schmelzflusselektrolysezellen und als Panzermaterial sowie als Ersatz für Diamantstaub und für Beschichtungen verwendet. Durch Einlagerung von Titanborid-Partikeln in Aluminium lassen sich die Eigenschaften (z. B. Härte) des Aluminiums verbessern, so nutzt man die »leichte« Legierung Al·x TiB2 anstelle schwerer Legierungen wie Stahl z. B. beim Fahrrad-, Motoren- und Flugzeugbau (nach ISPRAM-Verfahren = in situ processing of aluminum matrix composites).
{\displaystyle {\ce {3 K2TiF6 + 6 KBF4 + 10 Al -> 3 TiB2 + 4 K3AlF6 + 6 AlF3}}}
Es wird auch für Mantelrohre von Thermoelementen und zum Bau von Behältern für flüssige Metalle wie Aluminium eingesetzt.